# Gnostische Openbaring van Petrus
De  Gnostische Openbaring van Petrus is een geschrift, dat in een Koptische vertaling onderdeel was van de vondst van de Nag Hammadigeschriften in 1945. Er moet een oorspronkelijk Griekse tekst zijn geweest, maar daar is nooit iets van gevonden. Het werk wordt zo aangeduid om het te kunnen onderscheiden van een andere  apocriefe inhoudelijk volstrekt verschillende Openbaring van Petrus die deel uitmaakte van de Canon Muratori en uit het midden van de tweede eeuw dateert. 
De tekst bestaat uit de beschrijving van een eerste visioen van Petrus, gevolgd door een monoloog van Jezus. Daarna volgt een tweede en derde visioen van Petrus, dat feitelijk een doorlopend verhaal is. Het sluit af met een opdracht aan Petrus. 
Het werk behoort tot de meer polemische geschriften uit de gnostische literatuur. Het verdedigt het gnostische standpunt over de kruisigingsdood, dat de goddelijke Christus de mens Jezus voor de dood aan het kruis heeft verlaten. De gekruisigde Jezus is dus slechts een lichamelijk omhulsel. In de gnostiek wordt de kruisiging gezien als een nederlaag van de demiurg en zijn boze machten. Zij zijn niet in staat geweest de Verlosser te doden. Soortgelijke opvattingen zijn ook te vinden in gnostische teksten als de  Eerste openbaring van Jacobus, het Evangelie der Waarheid, de Tweede verhandeling van de grote Seth en de  Brief van Petrus aan Filippus. De onbekende auteur van de Gnostische Openbaring van Petrus neemt hard stelling tegen de orthodoxe opvattingen op dat punt en tegen de zich ontwikkelende orthodoxe kerk meer in het algemeen. Het is aannemelijk, dat de oorspronkelijk Griekse tekst in Egypte rond het jaar 200 is ontstaan. 

## Essentie van de inhoud
In de inleiding wordt Petrus door Jezus geprezen en hij spreekt hem moed in voor de gebeurtenissen die plaats zullen vinden. 
Daarna vertelt Petrus in zijn eigen woorden het eerste door hem ontvangen visioen. Hij ziet priesters en het volk op hen afkomen met de bedoeling hen te stenigen. Jezus zegt dat Petrus niet bang hoeft te zijn, want het zijn  blinden zonder leiders. Hij vraagt Petrus om zijn ogen te bedekken en vraagt wat hij ziet. Petrus antwoordt “Niets”. Jezus vraagt Petrus zijn ogen nog een keer te bedekken en dan ziet Petrus een licht dat neerdaalde op de Verlosser. Vervolgens hoort Petrus eerst het geschreeuw van de menigte die Jezus wil kruisigen. Na een aansporing van Jezus nog een keer te luisteren, hoort Petrus dan dat Jezus verheerlijkt wordt. 
Daarna volgt een lange monoloog van Jezus. Er zullen mensen zijn die zich zullen afkeren van het juiste geloof. Zij zullen zich afwenden naar de wens van de vader van hun dwaling, de demiurg. De essentie van de monoloog is dat orthodoxe christenen de echte ketters zijn. En zij zullen vasthouden aan de naam van een dode man, waarbij zij denken dat dat zij gereinigd zullen worden, terwijl zij nog meer bezoedeld zullen worden. Jezus neemt scherp stelling tegen de zich ontwikkelende orthodoxe kerkorganisatie. Daarbij noemt hij mensen die zich bisschop of diaken noemen, alsof zij hun autoriteit van God ontvangen hebben. ...Deze mensen zijn als kanalen zonder water. Aan het eind van de monoloog spreekt Jezus opnieuw Petrus moed in.   
In de hierna door Petrus ontvangen visioenen ziet hij hoe Jezus gekruisigd wordt. Hij ziet echter tegelijkertijd een lachende Jezus boven het kruis. Jezus zegt hem dat degene boven het kruis de levende Jezus is en de gekruisigde slechts zijn lichamelijk omhulsel. Daarna ziet Petrus iemand die sprekend lijkt op degene die boven het kruis aanwezig was en vervuld is van een heilige Geest. In het visioen ziet Petrus dat dit de Verlosser is, omgeven door een groot licht terwijl engelen hem prijzen. Hierna geeft de Verlosser nog een keer uitleg over de gebeurtenissen van de kruisiging, waarbij hij opnieuw de orthodoxe opvattingen over de kruisiging scherp veroordeelt. 
Aan het eind van de tekst  krijgt Petrus de opdracht hetgeen hij heeft gezien bekend te maken aan de de vreemdelingen die niet van deze wereld zijn, waarmee de gnostici worden bedoeld. De tekst besluit met opnieuw een bemoediging aan Petrus. 